# モロッコ時間
| 黒 | UTC-1: | （CVT）- カーボベルデ時間    |                            |
| 緑 | UTC+0: | （WET）- 西ヨーロッパ時間    | （GMT）- グリニッジ標準時  |
| 青 | UTC+1: | （CET）- 中央ヨーロッパ時間  | （WAT）- 西アフリカ時間    |
| 青 | UTC+1: | （WEST）- 西ヨーロッパ夏時間 |                            |
| 赤 | UTC+2: | （CAT）- 中央アフリカ時間    | （EET）- 東ヨーロッパ時間  |
| 赤 | UTC+2: | （SAST）- 南アフリカ標準時   | （WAST）- 西アフリカ夏時間 |
| 黄 | UTC+3: | （EEST）- 東ヨーロッパ夏時間 | （EAT）- 東アフリカ時間    |
| 灰 | UTC+4: | （MUT）- モーリシャス時間    | （SCT）- セーシェル時間    |

モロッコでは現在、中央ヨーロッパ時間（CET、UTC+1）が標準時に採用されている。過去には夏時間が採用されていた期間もあったが、現在は実施されていない。

## 歴史
モロッコでは長年西ヨーロッパ時間（WET、UTC+0）が採用されてきた。1970年代には夏時間として西ヨーロッパ夏時間（WEST、UTC+1）が使用されたこともある。1984年に標準時は中央ヨーロッパ時間（CET、UTC+1）に変更されたが、1986年にはWETに戻されている。
2008年に夏時間が暫定的に再開され、2008年は6月1日から9月1日まで、2009年は6月1日から8月21日まで、2010年は5月2日から8月8日まで、2011年は4月2日から7月31日まで、それぞれWESTが使用された。いずれの年の夏時間も、その終了日はラマダーン期間の開始直前である。
2012年3月に夏時間は恒久的に採用され、期間は4月最終日曜日から9月最終日曜日とすること、ラマダーン期間中は夏時間を適用しないことが定められた。このため、モロッコは1年に4度の時間の変更が行われる国となった。2013年9月には開始と終了がそれぞれ3月最終日曜日と10月最終日曜日と変更され、ヨーロッパの夏時間のスケジュールと合わせられた。
2018年10月、モロッコ政府は夏時間を廃止しCET（UTC+1）の通年使用に移行することを発表した。しかし、ラマダーン期間に時計が1時間戻される慣例は残されたため、世界的に見ても珍しい「逆夏時間」とでも呼ぶべき状態となっている。

## IANA time zone database
tz databaseのzone.tabには、モロッコの標準時が1つ含まれている。
| 国コード | 座標        | TZ                | 注釈 | 協定世界時との差 | 夏時間 | 備考 |
| -------- | ----------- | ----------------- | ---- | ---------------- | ------ | ---- |
| MA       | +3339−00735 | Africa/Casablanca |      | +01:00           | +00:00 |      |